# Jakob Wassermann
Jakob Wassermann (Fürth, 1873. március 30. — Altaussee, 1934. január 1.) német író és esszéista. 

## Pályafutása és munkássága
Eleinte kereskedőinasként kereste kenyerét, később magántisztviselő lett, majd a Simplicissimus c. müncheni folyóirat szerkesztője lett. 1898-tól Bécsben, illetve annak környékén élt. Az 1920—1930-as évekre nemzetközi írói hírnevet szerzett. 
Mint zsidó származású ember, sokat foglalkozott a zsidóság és németség bizonyos tekintetben szembenálló, részben mesterségesen szembeállított két tényezőjének lélektani, társadalmi és erkölcsi taglalásával. Első regénye, a Zirndorfi zsidók is ezzel foglalkozik. Műveiben foglalkozik minden időszerű társadalmi lélektani, antropológiai kérdéssel. Zsidó-német kétlakisága állandóan nyugtalanította (legélesebb megvilágítása önéletrajzi vázlatában és vallomásaiban: Mein Weg als Deutscher und Jude, Selbstbetrachtungen). 
Írt drámát, esszét, regényes életrajzot (Bula Matari, Columbus). Történelmi novellák és regények mellett főleg lélekelemző, kor- és válságregényeket (Das Gänsemännchen, Christian Wahnschaffe, Der Fall Mauritius, Etzel Andergast stb.) írt, amelyeknek az első világháborút megelőző és követő évtizedek emberfajtája, német társadalmi problémái szolgálnak hátterül. Legtöbb műve magyarul is megjelent.

## Magyarul megjelent művei
- Nagy Sándor Babylonban. Regény; ford. Franyó Zoltán; Athenaeum, Budapest, 1913 (Modern könyvtár)
- A negyven éves férfi. Regény; ford. Altay Margit; Herczka, Budapest, 1918 (Kék könyvek)
- Fuchs Renáta. Regény. 1-2. köt.; ford. Szederkényi Anna; Kultura, Budapest, 1919 (A Kultúra regénytára)
- Golovin; ford. Nyireő Éva; Fővárosi Kiadó, Budapest, 1925 k.
- Faber, vagy Az elveszett évek. Regény; ford. Schmidt József; Pantheon, Budapest, 1925 (A regény mesterei)
- Laudin és családja. Regény; ford. Peterdi István; Pantheon, Budapest, 1926 (A regény mesterei)
- A Maurizius-ügy. Regény; ford. Molnár Ákos; Pantheon, Budapest, 1928 (A kiválasztottak)
- A lángész. Regény; ford. Benedek Marcell; Dante, Budapest, 1928 (Halhatatlan könyvek)
- Etzel Andergast. Regény; ford. Szinnai Tivadar; Pantheon, Budapest, 1932
- Bula Matari. Stanley élete; ford. Benedek Marcellné; Dante, Budapest, 1933 (Kalandos utazások)
- Kerkhoven harmadik élete; ford. Szántó Rudolf; Athenaeum, Budapest, 1934
- Ulrike Woytich. Regény; ford. Tábori Pál; Nova, Budapest, 1935
- Christian Wahnschaffe. Regény; ford. Berend Miklósné; Budapest : Nova, 1937.
- Caxamalca aranya. Regény a conquistadorok korából; ford. Dus László, bev. Bálint György; Rekord, Budapest, 1938
- A hódító. Az óceán Don Quijote-ja. Kolumbusz Kristóf életének regénye; ford. Moly Tamás; Tábor, Budapest, 1940
- Zendülés az úrfiért; ford. Borsodi Éva; Új Magyar Kiadó, Budapest, 1955
- Caspar Hauser, avagy Az emberi szív restsége; ford. Zsigmond Gyula; Európa, Budapest, 1973 (Századok, emberek)
- Kolumbusz Kristóf, az óceán Don Quijotéja; ford. Kovács Vera; Európa, Budapest, 1985 (Századok, emberek)
- A Maurizius-ügy; ford. Andai Ernő; Dunakönyv, Budapest, 1992